# Майзорове
Майзорове (біл. вёска Майзорава) — село в складі Червенського району Мінської області, Білорусь. Село підпорядковане Червенській сільській раді, розташоване в центральній частині області.